# George Arnott Walker Arnott
Pour les articles homonymes, voir Arnott.
George Arnott Walker Arnott est un botaniste écossais, né le 6 février 1799 à Édimbourg et mort le 17 avril 1868 à Glasgow.

## Biographie
Il obtient son Master of Arts à l’université d’Édimbourg en 1818. Il est admis à la faculté de droits en 1821. Il étudie la botanique et se lie avec Robert Wight (1796-1872), Robert Kaye Greville (1794-1866) et, plus tard, William Jackson Hooker (1785-1865).
Il travaille à Paris à partir de 1821. Il se marie avec Mary Hay Barclay en 1831, union dont il aura trois fils et cinq filles. Il assiste Hooker lors de l’étude des spécimens récoltés lors du voyage de l’HMS Blossom commandé par Frederick William Beechey (1796-1856). À partir de 1839, il est assistant d’Hooker à Glasgow et obtient, en 1845, la chaire royale de botanique à l’université.
Il assiste Wight lors de la rédaction d’Illustrations of Indian Botany et de Prodomus floræ peninsulæ Indiæ orientalis, ainsi que Hooker, à nouveau, lors de la sixième édition de British Flora (1850).